# Cyrine Abdelnour
Cyrine Abdelnour, também escrito Cyrine Abd Al-Nour (em árabe: سيرين عبدالنور; nascida em 21 de fevereiro de 1977), é uma cantora, atriz e modelo libanesa.
O seu primeiro álbum, Leila Min Layali, foi lançado em 2004. Em 2006 ela lançou o seu segundo álbum, Aleik Ayouni, com o single de estreia Law Bas Fe Aini (Se ele olha em meus olhos), tornando-se uma das mais populares canções do Líbano em 2006. Abdelnour tem também estrelou em filmes e em programas de tv árabes desde a década de 1990.

## Carreira
Em 1992, Abdelnour começou sua carreira de modelo e posou para os designers de moda Feliciana Rossi, Zuhair Murad, Abed Mahfouz, Renato Balestra, Mireille Dagher e Thierry Mugler. Em 2002 Abdelnour foi agraciada com o título de "Modelo do Mundo" no Regency Palace Hotel, em Beirute.
Em 1998, começou a atuar na Lebanese Broadcasting Corporation, tendo seus primeiros papéis de destaque nos filmes Smaa Kchaa (1998) e Sahat Sahteen (1999). Em 2003, estrelou na série árabe Dareb Khwet como Ebanati, vencendo em 2003 o prêmio Murex d'Or de melhor atriz libanesa para o papel. Ela desempenhou uma outra protagonista na série Mariana (1998). Em 2004, estrelou a série Ghariba, e, em 2007, a série da LBC, O Prisioneiro. Em 2009–2010, estrelou "Sarah", uma outra série na MTV Lebanon.
Em 2008, ela estrelou no filme egípcio Ramadan Mabrouk Abul-Alamein Hamouda e no Fumo Sem Fogo e, no ano seguinte, apareceu na série de tv egípcia Al Adham e no filme Al Marouk (O Viajante), com Omar Sharif, que foi mostrado no 66º Festival de Cinema de Veneza.
Em 2012 Cyrine estrelou no série libanesa de "Ruby", e em 2013 estrelou em "Lobat El-Mot" (Jogo da Morte). Em 2004, ela lançou seu álbum de estréia, Leila min El Layali. Seu terceiro álbum de sua gravadora (Rotana) foi lançado em 2009, intitulado Layali El Hob (Noites de Amor).

## Vida pessoal
Abdelnour é casada com o empresário libanês Farid Rahme. Em 2011, ela deu à luz uma filha, Talia. Em 2018, nasceu seu segundo filho, Cristiano.
Abdelnour é cristã praticante. Em 2015, depois de ser atacada por vários trolls na internet por comemorar a Páscoa naquele ano, ela defendeu suas crenças religiosas durante uma entrevista para a rádio Al Ghad. Cyrine Abdelnour declarou aos apresentadores: "Sou cristã e não é que eu tenha surpreendido ninguém com esta notícia. É culpa nossa [artistas] por não falar publicamente sobre a nossa religião."  O assédio virtual que sofreu durante a Páscoa marcou a ocasião, na qual muitas outras celebridades árabes cristãs foram alvo de extremistas por celebrarem abertamente a Páscoa.

## Filmografia
| Filme     | Filme                                  | Filme                                                        | Filme                                        |
| Ano       | Filme                                  | Função                                                       | Notas                                        |
| --------- | -------------------------------------- | ------------------------------------------------------------ | -------------------------------------------- |
| 2008      | Ramadan Mabrouk Abul-Alamein Hamouda   |                                                              |                                              |
| 2008      | Fumo Sem Fogo (Beirute, cidade aberta) |                                                              |                                              |
| 2009      | O Viajante                             |                                                              |                                              |
| 2015      | souk tafahom                           |                                                              |                                              |
| Televisão |                                        |                                                              |                                              |
| Ano       | Título                                 | Função                                                       | Notas                                        |
| 1998      | Smaa Kchaa                             |                                                              |                                              |
| 1999      | Sahha sahtein tleteh                   |                                                              |                                              |
| 2000      | Ghadan Yawmon Akhar                    |                                                              |                                              |
| 2003      | Ebnati (Minha Filha)                   | Papel principal como Mona - Lana                             | Trunculus de ouro para melhor atriz Libanesa |
| 2003      | Dareb Khwet                            |                                                              |                                              |
| 2003      | Mariana                                |                                                              |                                              |
| 2004      | Ghariba                                | Principais funções Carla - Zaina                             | Trunculus de ouro para melhor atriz Libanesa |
| 2007      | Sajina                                 | Papel principal Samar                                        |                                              |
| 2007      | Hawwa fi tarikh                        | Shehrazad                                                    |                                              |
| 2009      | Al Adham                               | Nadine                                                       |                                              |
| 2010      | Sarah                                  | Papel principal como Sarah                                   | Trunculus de ouro para melhor atriz Libanesa |
| 2012      | Ruby                                   | Papel principal como Ruby                                    | Trunculus de ouro para melhor atriz Libanesa |
| 2012      | All set                                | Como principal função Samar                                  |                                              |
| 2013      | Lo3bat EL Mot                          | Como principal função Naya                                   |                                              |
| 2015      | 24 Qirat                               | Como principal função Mira                                   |                                              |
| 2016      | Cyrine Bila Hdood                      | http://www.alaan.tv/programs/reality-and-game/83/bila-hudood |                                              |
| 2017      | Qanadil Al 'Ochaq                      | Papel principal                                              |                                              |

## Videografia
- Leila Min El Layli (2004)
- Sidfi Ana (2004)
- Erga a Tani (2005)
- Lei De Bas Fi Eini (2006)
- Aalik Ayouni (2007)
- Sajeena (2007)
- Bilougha Alarabiya Elfousha (2008)
- Elly Malakishi Fi (2008)
- Onri Ma ak (2009)
- Sarah (2010)
- Ruby  (2012)
- Habaybi (2013)
- Aadi (2015)
- Bhebak Ya Mhazab (2016)

## Discografia
- Leila Min El Layli (2004)
- Aalik Ayouni (2006)
- Layali Al Hob (2008)
- Habaybi (2013)